# Saint-Aimé-des-Lacs
Saint-Aimé-des-Lacs est une municipalité du Québec située dans la MRC de Charlevoix-Est dans la région de la Capitale-Nationale.

## Toponymie
La municipalité tire son nom de la paroisse fondée en 1942.
La Commission de toponymie du Québec écrit à son propos : « L'érection municipale est survenue en 1949. L'hagionyme Saint-Aimé est dédié au bénédictin Aimé, évêque au VIIe siècle de Sions, en Suisse, et non de Sens, en France, mort en 690 et fêté le 13 septembre ».

## Géographie
Le territoire de la municipalité occupe la partie nord de la dépression annulaire de l’astroblème de Charlevoix, immense cratère d’impact formé par la chute d’une météorite il y a de cela à peu près 350 millions d’années. Sa limite nord vient s’appuyer au pied de «la Noyée», montagne dont la forme, dans l’imaginaire régional, évoque le profil d’une jeune indienne étendue sur le dos, noyée alors qu’elle traversait le lac Nairne à la rencontre de son bien-aimé, un blanc du hameau voisin.

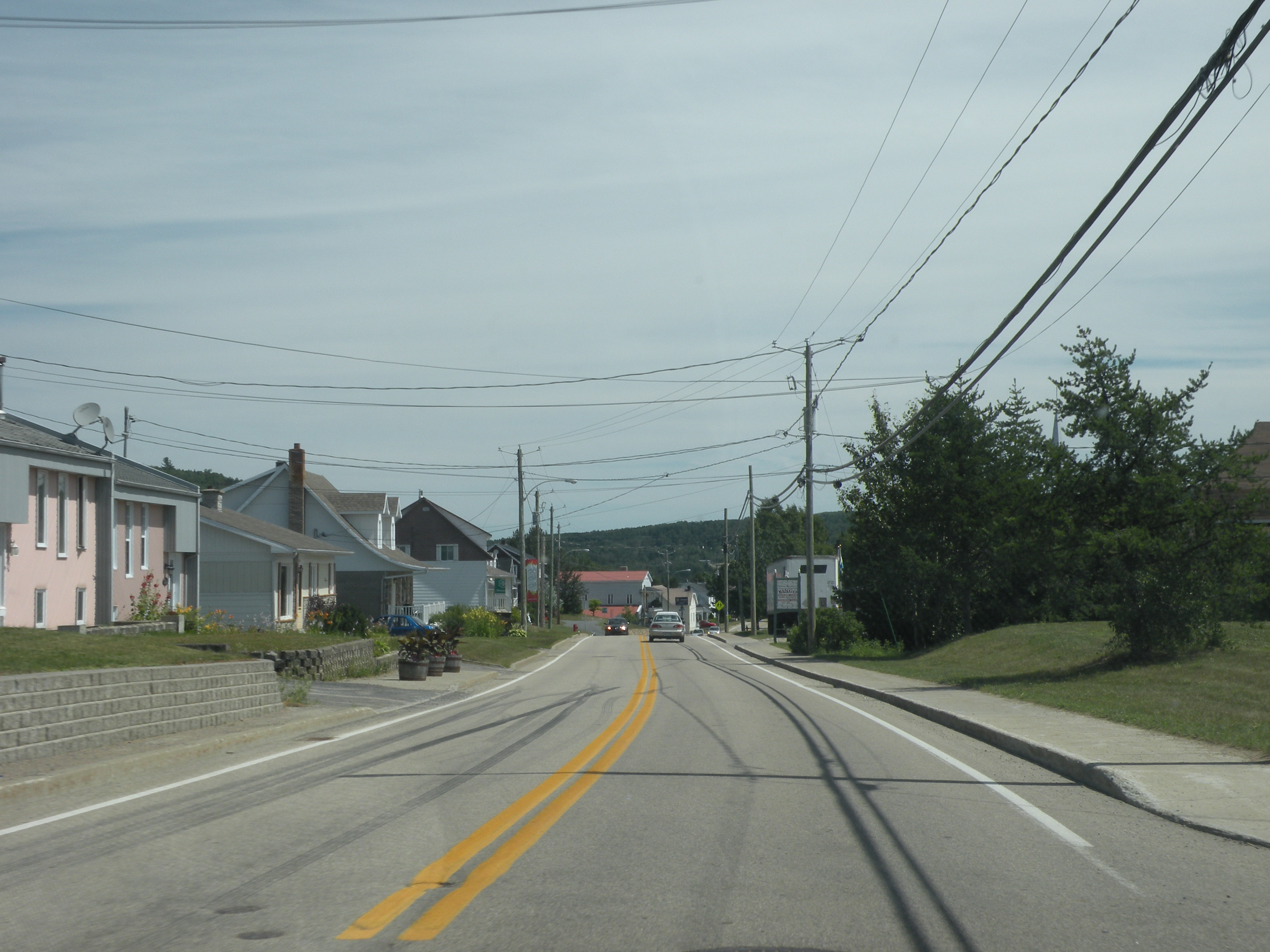
La rue principale.
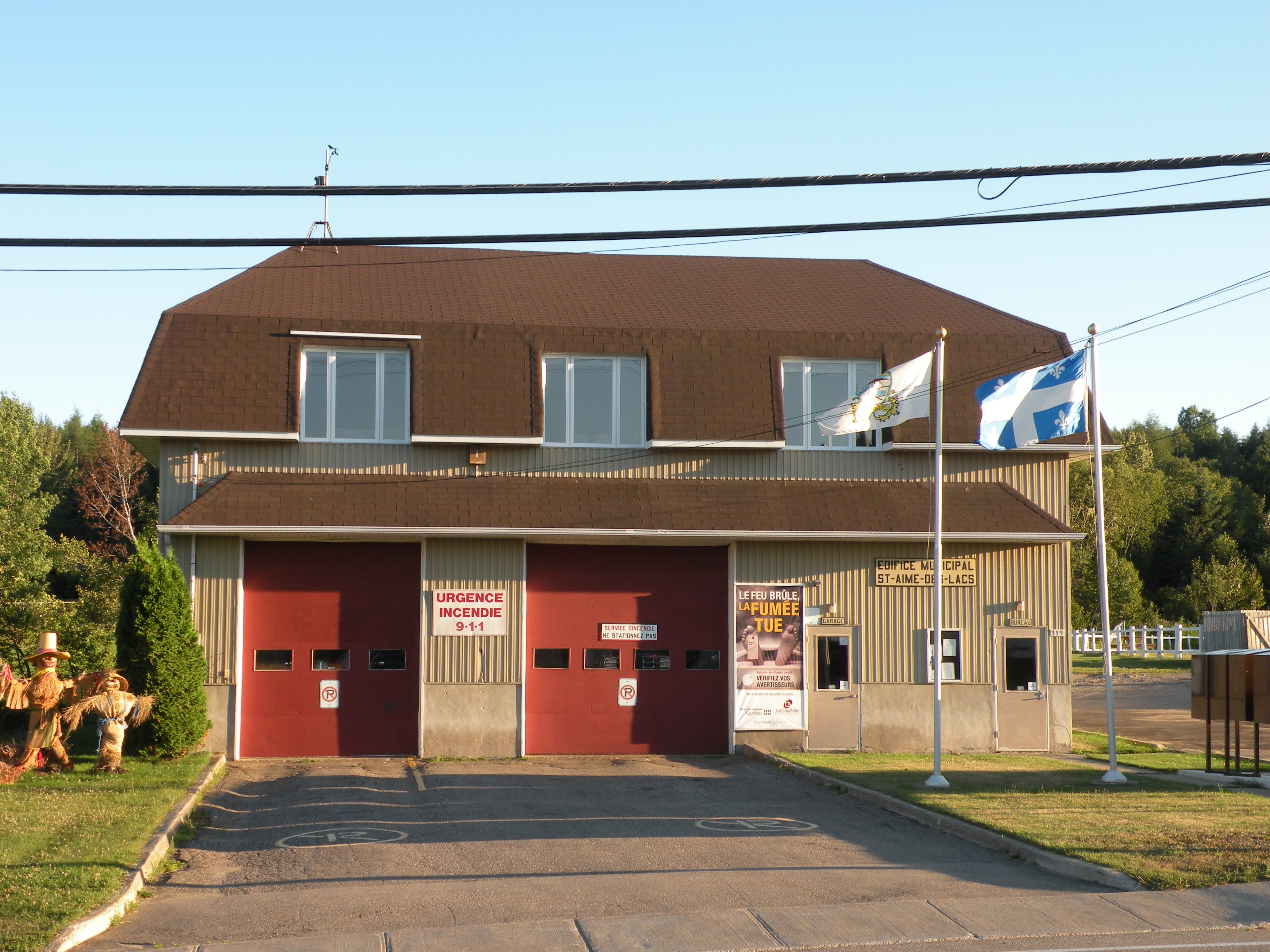
L'édifice municipal.
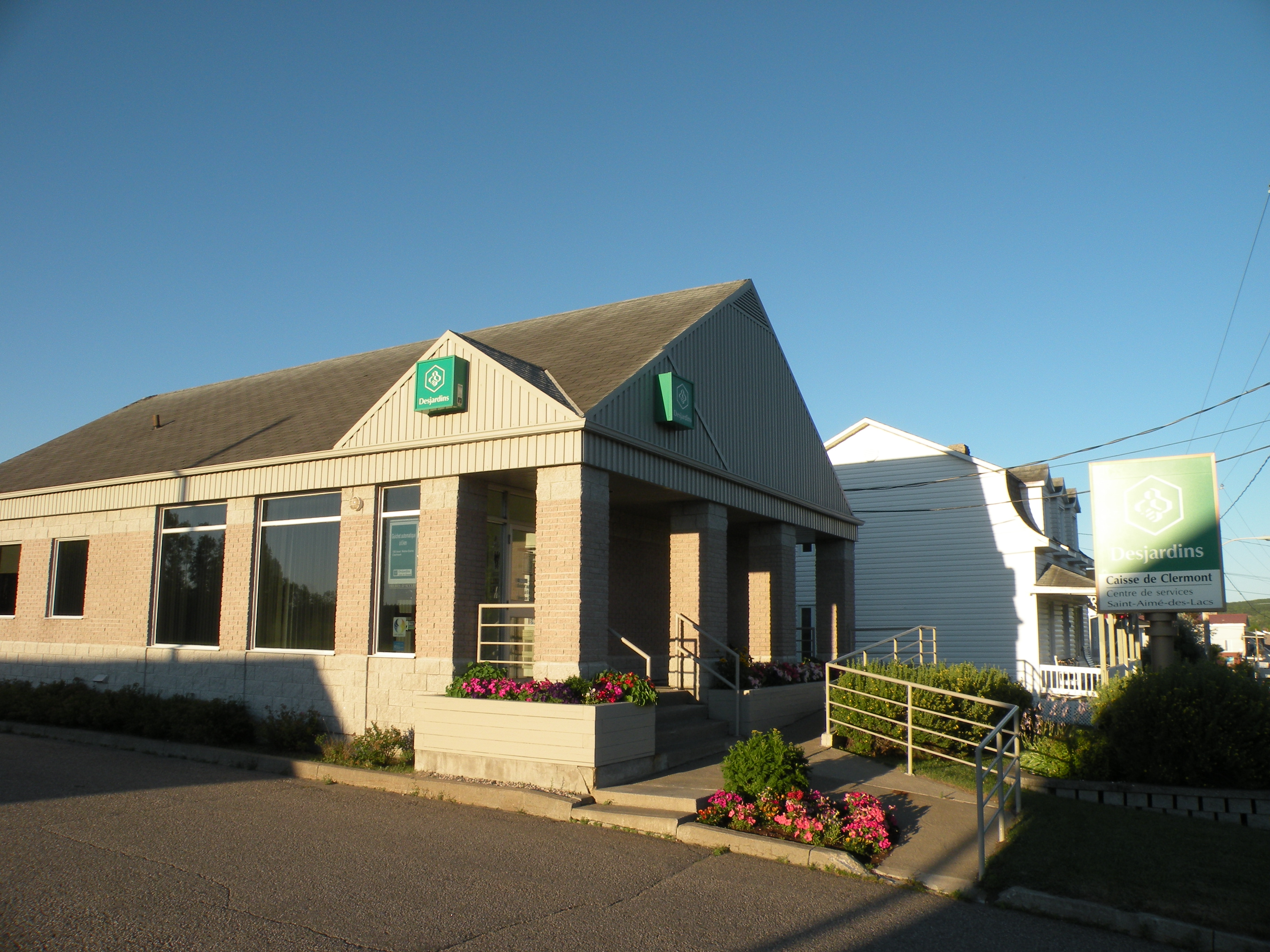
La caisse populaire.
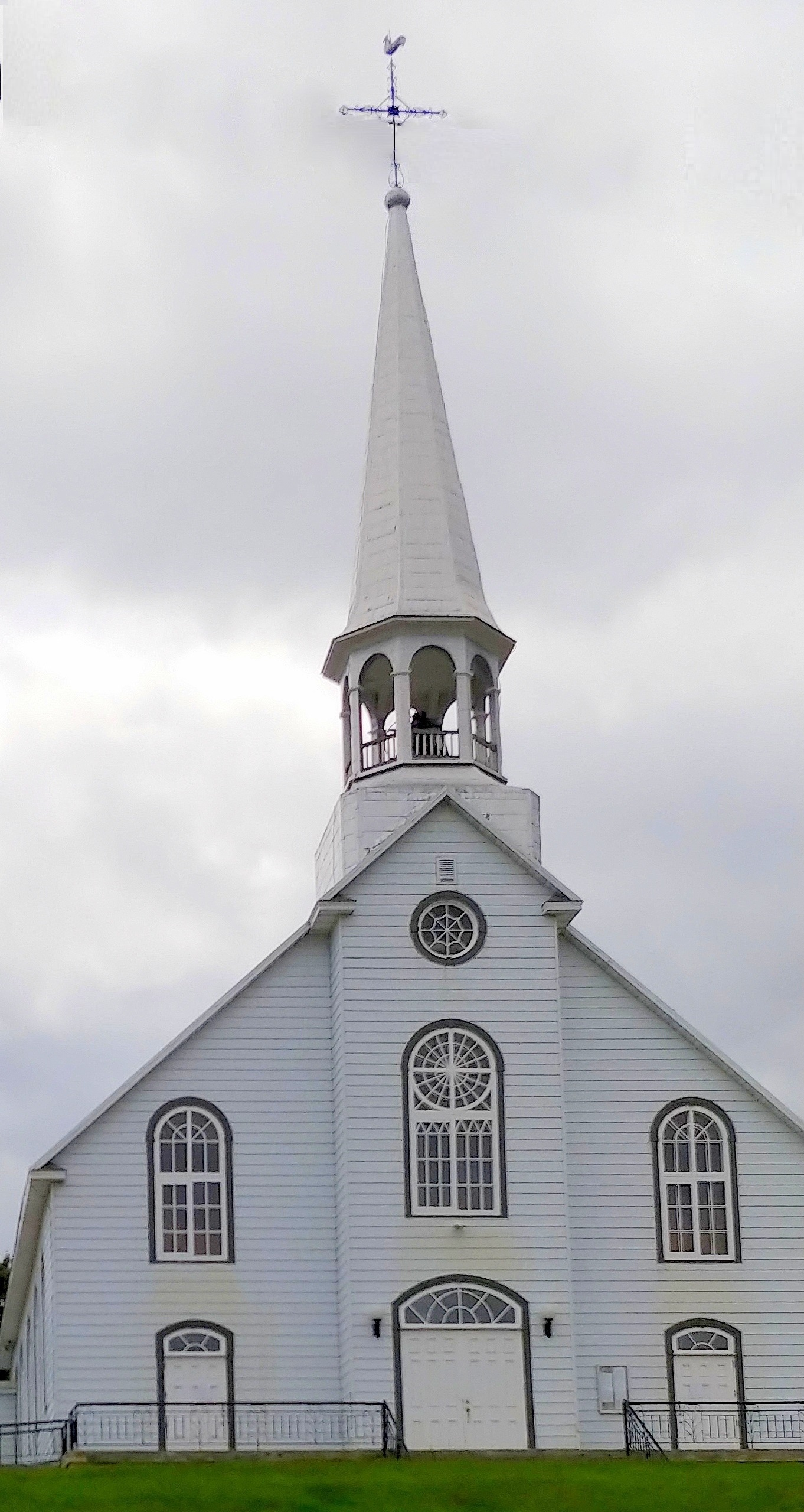
Église de Saint-Aimé-des-Lacs

### Hydrographie
La rivière Malbaie délimite l'est de la municipalité vers le sud jusqu'à sa confluence avec la décharge du lac Nairne(d) qui en délimite le sud-est au nord le la décharge du lac Sainte-Marie(d). Comme son nom l'indique, plusieurs lacs sont parsemés sur le territoire dont plusieurs alimentent la rivière Malbaie, notamment le lac du Pied des Monts qui délimite le nord de la municipalité et les lacs Long, Brulé et Nairne.

## Démographie
| 1991 | 1996 | 2001 | 2006  | 2011  | 2016  | 2021  |
| ---- | ---- | ---- | ----- | ----- | ----- | ----- |
| 910  | 900  | 955  | 1 076 | 1 073 | 1 095 | 1 158 |

### Langues
Langue maternelle (2006)
- Français : 99,1 %
- Anglais : 0,9 %

## Administration
Les élections municipales se font en bloc pour le maire et les six conseillers.
| Saint-Aimé-des-Lacs Maires depuis 2003                                                                               |                   |         |          |
| Élection | Maire             | Qualité | Résultat |
| 2003 | Daniel Boudreault |         | Voir     |
| 2005 | Bernard Maltais   |         | Voir     |
| 2009 | Bernard Maltais   | Voir    |          |
| 2013 | Claire Gagnon     |         | Voir     |
| 2017 | Claire Gagnon     | Voir    |          |
| 2021 | Claire Gagnon     | Voir    |          |
| Élection partielle en italique Depuis 2005, les élections sont simultanées dans toutes les municipalités québécoises |                   |         |          |

## Personnalités notables
- Noël Simard, un évêque